# Legionella gormanii
Espèce
Legionella gormanii est une espèce de bactéries gram-négatives de la famille des Legionellaceae.

## Taxonomie
Le nom correct complet (avec auteur) de ce taxon est Legionella gormanii Morris et al. 1980.
Legionella gormanii a pour synonyme :
- Fluoribacter gormanii (Morris et al. 1980) Brown et al. 1981

### Étymologie
L'étymologie de l'espèce L. gormanii est la suivante : gor.man’i.i. N.L. gen. masc. n. gormanii, de Gorman, nommée d'après G.W. Gorman, qui est la premier à avoir isolé et étudié cet organismes et qui a été un pionnier dansl'isolement des Legionellae à partir d'échantillons environnementaux et cliniques.